# Argiésans
Argiésans település Franciaországban, Territoire de Belfort megyében. Lakosainak száma 595 fő (2022. január 1.). Argiésans Bavilliers, Dorans, Andelnans, Banvillars, Botans és Urcerey községekkel határos.

## Népesség
A település népességének változása:
| Lakosok száma | 392  | 433  | 467  | 461  | 508  | 512  | 540  | 567  | 595  |
|               | 2013 | 2015 | 2016 | 2017 | 2018 | 2019 | 2020 | 2021 | 2022 |